# Ottoschulzia
Ottoschulzia es un género  de plantas de la familia  Metteniusaceae. Es originario de América. El género fue descrito por Ignatz Urban y publicado en Symbolae Antillarum  7: 273-274, en el año 1912. LT designated by N. L. Britton & P. Wilson, Sci. Surv. Porto Rico 5: 512 (8 Nov 1924).  La especie tipo es Ottoschulzia cubensis (C.Wright ex Griseb.) Urb.

## Especies
- Ottoschulzia cubensis  	(C.Wright ex Griseb.) Urb.
- Ottoschulzia domingensis Urb.
- Ottoschulzia pallida Lundell
- Ottoschulzia rhodoxylon 	(Urb.) Urb.